# Psychotria altsonii
Psychotria altsonii là một loài thực vật có hoa trong họ Thiến thảo. Loài này được (Sandwith) Steyerm. miêu tả khoa học đầu tiên năm 1972.